# Sociedad Estadounidense de Administración Pública
La Sociedad Estadounidense de Administración Pública (en inglés American Society for Public Administration, ASPA) es una asociación de membresía en los Estados Unidos el patrocinio de conferencias y la prestación de servicios profesionales principalmente para aquellos que estudian la aplicación de políticas de gobierno, administración pública, y, en menor medida, los programas de la sociedad civil. Su conferencia anual es una reunión importante para los interesados en la burocracia y otros temas de la administración pública, tales como la presupuestación y la teoría de presupuesto, planificación estratégica del gobierno, la gestión del personal, y temas relacionados.
La ASPA fue fundada en 1939, a raíz de la creciente preocupación por la gestión del gobierno federal y el informe del Comité Brownlow.